# Baja Mali Knindža
Baja Mali Knindža, pravim imenom Mirko Pajčin (Gubin, općina Livno, BiH; 13. listopada 1966.), srbijanski je glazbenik.
Nadimak je dobio po Knindžama, paravojnoj formaciji tzv. Republike Srpske Krajine, čijem je veličanju posvetio veliki dio svojega ranog opusa. Poznat je pristaša Srpske radikalne stranke kojoj je spjevao himnu. Omiljeni je pjevač Vojislava Šešelja.[nedostaje izvor] Danas uživa popularnost u Republici Srpskoj, ali su mu u Hrvatskoj i Federaciji BiH zabranjeni nastupi jer se tekstovi njegovih pjesama smatraju govorom mržnje. Živi u Beogradu i ima šestoro djece.

## Životopis
Ksenija Pajčin mu je bila stričeva sestra. Nadimak Baja imao je prije ratova. Završio je srednju školu za prometnog tehničara. Godine 1989. nastupao je na amaterskom natjecanju Prvom glasu Livna s pjesmama Uvijek kad dođe maj i Nemoj me lagati mila. Malim Knindžom prozvan je zbog visine (176 cm) i po paravojnoj formaciji Knindžama kojoj je posvetio pjesmu Knindže Krajišnici. Od stranih jezika poznaje ruski i engleski. Povijesne osobe koje ga najviše fasciniraju su četnički vojvoda Momčilo Đujić i atentator na habsburškog prijestolonasljednika Gavrilo Princip.[nedostaje izvor] Njima dvojici posvetio je velik broj svojih pjesama. Omiljeni političar mu je Radovan Karadžić.[nedostaje izvor] Najdraži album koji je izdao po vlastitom kazivanju mu je Još se ništa ne zna, a najprodavaniji je Živeće ovaj narod (prodan u 700 000 primjeraka). Najveća uspješnica mu je pjesma Morem plovi jedna mala barka koja se nalazi na spomenutom najprodavanijem albumu. U ratu nije izravno sudjelovao, navodno jer ima jedan bubreg[nedostaje izvor], ali jest njegov brat Novo. Napustio je Livno nakon što su ga u kolovozu 1995. zauzele hrvatske snage.

## Albumi

### Solo
- 1991.: Ne dam Krajine
- 1992.: Stan'te paše i ustaše
- 1993.: Živjeće ovaj narod
- 1993.: Još se ništa ne zna
- 1993.: Rat i mir
- 1994: Kockar bez sreće
- 1994: Pobijediće istina
- 1995.: Igraju se delije
- 1995: Idemo dalje
- 1996.: Zbogom oružje
- 1997.: Ne dirajte njega
- 1998.: Povratak u budućnost
- 1998: Srpskim radikalima
- 1999.: Biti il ne biti
- 1999: Život je tamo
- 2000.: Zaljubljen i mlad
- 2001.: Đe si legendo
- 2002.: Zbogom pameti
- 2006.: Za kim zvone zvona
- 2007.: Gluvi barut
- 2011.: Idemo malena
- 2012.: Lesi se vraća kući

### Drugi albumi
- 1995.: Seobe
- 1997.: Baja Mali Knindža i Ogi Vukovljak
- 2000.: Baja i Slaja bend

### Uživo
- 1993.: Sve za srpstvo, srpstvo ni za šta
- 2000.: Minhen - uživo
- 2003.: Uživo - Baja Mali Knindža
- 2003.: Luda žurka - uživo
- 2004.: Još sad pa ko zna kad
- 2004.: Baja Mali Knindža i Jovan Perišić
- 2006.: Još po koji put
- 2006.: Gara iz Njemačke
- 2009.: Ima Srba, ima još
- 2009.: Gde je moja Natali
- 2009.: Kralj menja Kralja

### Sa sastavom Braća s Dinare
- 1994.: Goki i Baja bend
- 1995.: Bila jednom jedna zemlja
- 1996.: Plači voljena zemljo
- 1997.: Ja se svoga, ne odričem do groba
- 1998.: Idemo do kraja